# Championnat DTM 2002
Navigation
Édition précédente Édition suivante

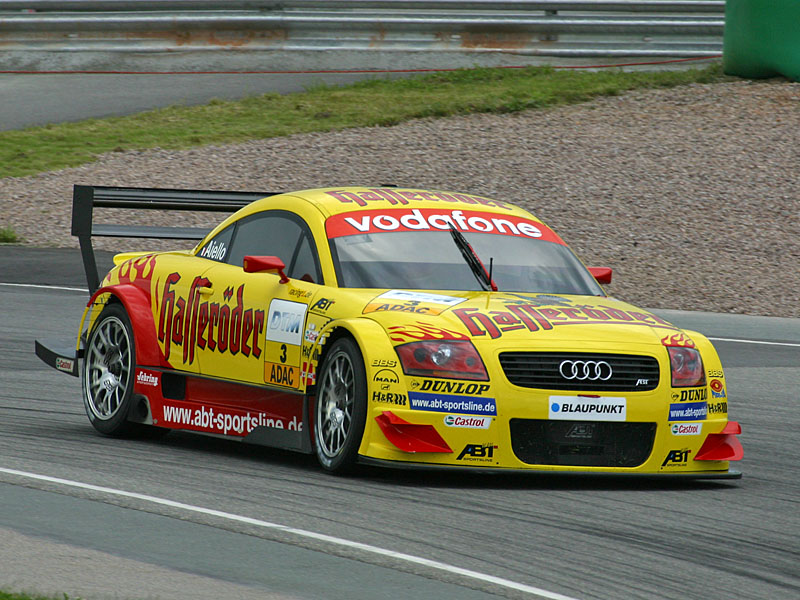
Laurent Aïello, champion de DTM 2002.

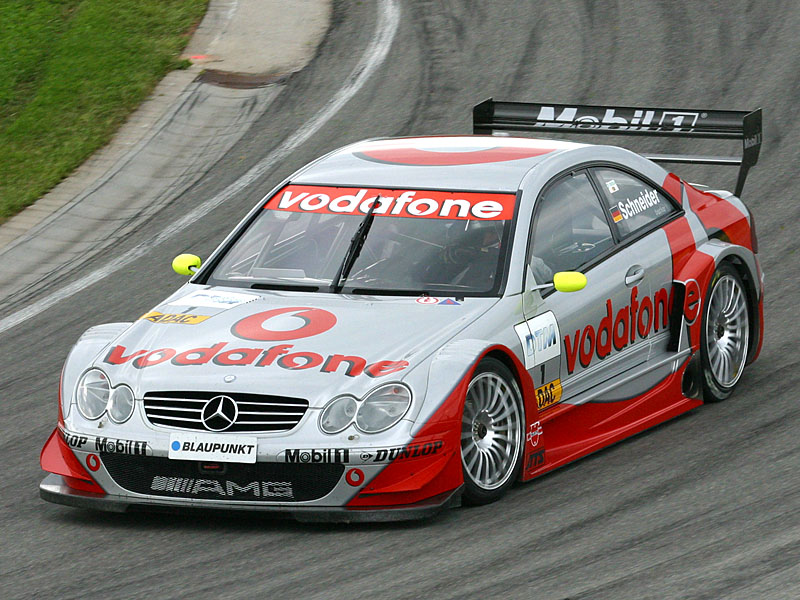
Bernd Schneider, deuxième.

Le championnat DTM 2002 s'est déroulé du 19 avril 2002 (essais libres) au 6 octobre 2002 (course), sur un total de 10 courses, et a été remporté par le pilote français Laurent Aiello, au volant d'une Audi TT.
Trois marques étaient engagées:
- Audi avec l'Audi TT
- Mercedes avec la Mercedes-Benz CLK
- Opel avec l'Opel Astra

## Engagés
| Constructeur  | Modèle             | Écurie                    | No. | Pilotes            | Courses   |
| ------------- | ------------------ | ------------------------- | --- | ------------------ | --------- |
| Mercedes-Benz | HWA Team           | AMG-Mercedes CLK-DTM 2002 | 1   | Bernd Schneider    | Toutes    |
| Mercedes-Benz | HWA Team           | AMG-Mercedes CLK-DTM 2002 | 2   | Jean Alesi         | Toutes    |
| Mercedes-Benz | HWA Team           | AMG-Mercedes CLK-DTM 2002 | 5   | Uwe Alzen          | Toutes    |
| Mercedes-Benz | HWA Team           | AMG-Mercedes CLK-DTM 2002 | 6   | Marcel Fässler     | Toutes    |
| Mercedes-Benz | Persson Motorsport | AMG-Mercedes CLK-DTM 2001 | 11  | Thomas Jäger       | Toutes    |
| Mercedes-Benz | Persson Motorsport | AMG-Mercedes CLK-DTM 2001 | 12  | Peter Dumbreck     | Toutes    |
| Mercedes-Benz | Manthey Racing     | AMG-Mercedes CLK-DTM 2001 | 16  | Marcel Tiemann     | 1         |
| Mercedes-Benz | Manthey Racing     | AMG-Mercedes CLK-DTM 2001 | 16  | Bernd Mayländer    | 2–10      |
| Mercedes-Benz | Manthey Racing     | AMG-Mercedes CLK-DTM 2001 | 17  | Patrick Huisman    | Toutes    |
| Mercedes-Benz | Team Rosberg       | AMG-Mercedes CLK-DTM 2001 | 24  | Stefan Mücke       | Toutes    |
| Mercedes-Benz | Team Rosberg       | AMG-Mercedes CLK-DTM 2001 | 42  | Christijan Albers  | Toutes    |
| Audi          | Abt Sportsline     | Abt-Audi TT-R             | 3   | Laurent Aïello     | Toutes    |
| Audi          | Abt Sportsline     | Abt-Audi TT-R             | 4   | Karl Wendlinger    | 1–3, 5–10 |
| Audi          | Abt Sportsline     | Abt-Audi TT-R             | 9   | Mattias Ekström    | Toutes    |
| Audi          | Abt Sportsline     | Abt-Audi TT-R             | 10  | Christian Abt      | 1–4, 6–10 |
| Audi          | Abt Sportsline     | Abt-Audi TT-R             | 23  | Martin Tomczyk     | Toutes    |
| Opel          | OPC Team Phoenix   | Opel Astra V8 Coupé 2002  | 7   | Manuel Reuter      | Toutes    |
| Opel          | OPC Team Phoenix   | Opel Astra V8 Coupé 2002  | 8   | Joachim Winkelhock | Toutes    |
| Opel          | OPC Team Holzer    | Opel Astra V8 Coupé 2002  | 14  | Timo Scheider      | Toutes    |
| Opel          | OPC Team Holzer    | Opel Astra V8 Coupé 2002  | 15  | Michael Bartels    | Toutes    |
| Opel          | OPC Euroteam       | Opel Astra V8 Coupé 2001  | 18  | Alain Menu         | Toutes    |
| Opel          | OPC Euroteam       | Opel Astra V8 Coupé 2001  | 19  | Yves Olivier       | 1, 3–7    |
| Opel          | OPC Euroteam       | Opel Astra V8 Coupé 2001  | 31  | Johnny Cecotto     | 10        |
| Opel          | OPC Euroteam       | Opel Astra V8 Coupé 2001  | 43  | Jyrki Järvilehto   | 8         |
| Opel          | OPC Euroteam       | Opel Astra V8 Coupé 2001  | 44  | Eric Hélary        | 9         |

## Calendrier
| Épreuve | Épreuve | Circuit     | Date         | Pole Position   | Meilleur tour   | Vainqueur pilote | Vainqueur écurie |
| ------- | ------- | ----------- | ------------ | --------------- | --------------- | ---------------- | ---------------- |
| 1       | R1      | Hockenheim  | 21 avril     | Laurent Aïello  | Laurent Aïello  | Martin Tomczyk   | Abt Sportsline   |
| 1       | R2      | Hockenheim  | 21 avril     | Martin Tomczyk  | Christian Abt   | Laurent Aïello   | Abt Sportsline   |
| 2       | R1      | Zolder      | 5 mai        | Martin Tomczyk  | Christian Abt   | Laurent Aïello   | Abt Sportsline   |
| 2       | R2      | Zolder      | 5 mai        | Laurent Aïello  | Laurent Aïello  | Laurent Aïello   | Abt Sportsline   |
| 3       | R1      | Donington   | 19 mai       | Manuel Reuter   | Timo Scheider   | Jean Alesi       | HWA Team         |
| 3       | R2      | Donington   | 19 mai       | Jean Alesi      | Marcel Fässler  | Jean Alesi       | HWA Team         |
| 4       | R1      | Sachsenring | 2 juin       | Laurent Aïello  | Karl Wendlinger | Laurent Aïello   | Abt Sportsline   |
| 4       | R2      | Sachsenring | 2 juin       | Laurent Aïello  | Michael Bartels | Laurent Aïello   | Abt Sportsline   |
| 5       | R1      | Norisring   | 30 juin      | Mattias Ekström | Mattias Ekström | Mattias Ekström  | Abt Sportsline   |
| 5       | R2      | Norisring   | 30 juin      | Mattias Ekström | Laurent Aïello  | Laurent Aïello   | Abt Sportsline   |
| 6       | R1      | Lausitzring | 14 juillet   | Laurent Aïello  | Laurent Aïello  | Laurent Aïello   | Abt Sportsline   |
| 6       | R2      | Lausitzring | 14 juillet   | Laurent Aïello  | Bernd Schneider | Bernd Schneider  | HWA Team         |
| 7       | R1      | Nürburgring | 4 août       | Uwe Alzen       | Jean Alesi      | Uwe Alzen        | HWA Team         |
| 7       | R2      | Nürburgring | 4 août       | Uwe Alzen       | Mattias Ekström | Uwe Alzen        | HWA Team         |
| 8       | R1      | A1-Ring     | 8 septembre  | Laurent Aïello  | Laurent Aïello  | Mattias Ekström  | Abt Sportsline   |
| 8       | R2      | A1-Ring     | 8 septembre  | Mattias Ekström | Uwe Alzen       | Marcel Fässler   | HWA Team         |
| 9       | R1      | Zandvoort   | 29 septembre | Laurent Aïello  | Christian Abt   | Marcel Fässler   | HWA Team         |
| 9       | R2      | Zandvoort   | 29 septembre | Marcel Fässler  | Mattias Ekström | Mattias Ekström  | Abt Sportsline   |
| 10      | R1      | Hockenheim  | 6 octobre    | Bernd Schneider | Bernd Schneider | Laurent Aïello   | Abt Sportsline   |
| 10      | R2      | Hockenheim  | 6 octobre    | Laurent Aïello  | Laurent Aïello  | Bernd Schneider  | HWA Team         |

## Classement des pilotes
| Position | Pilote             | Voiture           | Points |
| 1        | Laurent Aiello     | Audi TT           | 70     |
| 2        | Bernd Schneider    | Mercedes-Benz CLK | 64     |
| 3        | Mattias Ekström    | Audi TT           | 50     |
| 4        | Marcel Fässler     | Mercedes-Benz CLK | 30     |
| 5        | Jean Alesi         | Mercedes-Benz CLK | 24     |
| =        | Uwe Alzen          | Mercedes-Benz CLK | 24     |
| 7        | Christian Abt      | Audi TT           | 15     |
| 8        | Timo Scheider      | Opel Astra        | 10     |
| 9        | Manuel Reuter      | Opel Astra        | 7      |
| =        | Alain Menu         | Opel Astra        | 7      |
| =        | Martin Tomczyk     | Audi TT           | 7      |
| 12       | Christijan Albers  | Mercedes-Benz CLK | 5      |
| 13       | Karl Wendlinger    | Audi TT           | 3      |
| =        | Joachim Winkelhock | Opel Astra        | 3      |
| 15       | Michael Bartels    | Opel Astra        | 1      |